# Diga di Yapıaltın
La diga di Yapıaltın è una diga della Turchia. Si trova nella provincia di Sivas.